# Jennifer (album)
Jennifer je třetí studiové album americké zpěvačky Jennifer Warnes, vydané v roce 1972 u vydavatelství Reprise Records. Album je složené z deseti písní, které původně nahráli jiní hudebníci jako jsou Free („Be My Friend“) nebo Bee Gees („In the Morning“). Producentem alba byl John Cale, který je rovněž autorem písně „Empty Bottles“.

## Seznam skladeb
| Pořadí | Název                          | Autor                     | Délka |
| ------ | ------------------------------ | ------------------------- | ----- |
| 1.     | In the Morning                 | Barry Gibb                | 2:57  |
| 2.     | P.F. Sloan                     | Jim Webb                  | 3:50  |
| 3.     | Empty Bottles                  | John Cale                 | 3:03  |
| 4.     | Sand and Foam                  | Donovan Leitch            | 2:33  |
| 5.     | Be My Friend                   | Andy Fraser, Paul Rodgers | 4:48  |
| 6.     | Needle and Thread              |                           | 3:53  |
| 7.     | Last Song                      | Jennifer Warren           | 3:13  |
| 8.     | All My Love's Laughter         | Jim Webb                  | 3:20  |
| 9.     | These Days                     | Jackson Browne            | 3:19  |
| 10.    | Magsalene (My Regal Zonophone) | Gary Brooker, Keith Reid  | 3:50  |

## Obsazení
- Jennifer Warnes – zpěv
- Jim Horn – saxofon
- Milt Holland – bicí, perkuse
- Sneaky Pete Kleinow – pedálová steel kytara
- Spooner Oldham – varhany, klavír, klávesy
- Ron Elliott – kytara, zpěv
- Jackson Browne – kytara
- Richard Hayward – bicí
- Russ Kunkel – bicí
- Wilton Felder – baskytara
- St. Pauls Cathedral Boys Choir – doprovodné vokály
- John Cale – produkce